# Media5 Corporation
 (novembre 2024).
La mise en forme du texte ne suit pas les recommandations de Wikipédia : il faut le « wikifier ».
Les points d'amélioration suivants sont les cas les plus fréquents. Le détail des points à revoir est peut-être précisé sur la page de discussion.
- Les titres sont pré-formatés par le logiciel. Ils ne sont ni en capitales, ni en gras.
- Le texte ne doit pas être écrit en capitales (les noms de famille non plus), ni en gras, ni en italique, ni en « petit »…
- Le gras n'est utilisé que pour surligner le titre de l'article dans l'introduction, une seule fois.
- L'italique est rarement utilisé : mots en langue étrangère, titres d'œuvres, noms de bateaux, etc.
- Les citations ne sont pas en italique mais en corps de texte normal. Elles sont entourées par des guillemets français : « et ».
- Les listes à puces sont à éviter, des paragraphes rédigés étant largement préférés. Les tableaux sont à réserver à la présentation de données structurées (résultats, etc.).
- Les appels de note de bas de page (petits chiffres en exposant, introduits par l'outil «  Source ») sont à placer entre la fin de phrase et le point final[comme ça].
- Les liens internes (vers d'autres articles de Wikipédia) sont à choisir avec parcimonie. Créez des liens vers des articles approfondissant le sujet. Les termes génériques sans rapport avec le sujet sont à éviter, ainsi que les répétitions de liens vers un même terme.
- Les liens externes sont à placer uniquement dans une section « Liens externes », à la fin de l'article. Ces liens sont à choisir avec parcimonie suivant les règles définies. Si un lien sert de source à l'article, son insertion dans le texte est à faire par les notes de bas de page.
- La présentation des références doit suivre les conventions bibliographiques. Il est recommandé d'utiliser les modèles {{Ouvrage}}, {{Chapitre}}, {{Article}}, {{Lien web}} et/ou {{Bibliographie}}. Le mode d'édition visuel peut mettre en forme automatiquement les références.
- Insérer une infobox (cadre d'informations à droite) n'est pas obligatoire pour parachever la mise en page.

Pour une aide détaillée, merci de consulter Aide:Wikification.
Si vous pensez que ces points ont été résolus, vous pouvez retirer ce bandeau et améliorer la mise en forme d'un autre article.
Media5 Corporation ou M5 Technologies est une société canadienne (québécoise) œuvrant dans le monde de la téléphonie sur Internet. Elle commercialise des passerelles VOIP, des contrôleurs de session en périphérie, et des adaptateurs pour téléphone analogique sous sa marque Mediatrix. La société fait aussi affaires sous le nom M5T.

## Historique
Elle a été fondée par John Moran et Louis Lagassé, le 7 juillet 1992, sous le nom de « Les Périphériques Mediatrix Inc. »,,,,,,,,,.
L'entreprise s’est démarquée sur le marché international avec la sortie de sa carte de son AudioTrix en 1993. Ce produit, apprécié pour sa grande flexibilité, permettait aux utilisateurs de manipuler des pistes musicales en ajoutant ou modifiant des sons. Sous la direction de John Moran, MediaTrix a collaboré avec l'entreprise locale C-MAC de Louis Lagassé pour développer cette technologie, visant à concurrencer de plus grandes compagnies internationales.
Mediatrix a poursuivi l'amélioration de cette carte en produisant l'AudioTrix Pro. Cette nouvelle carte a reçu des critiques élogieuses dans plusieurs publications spécialisées. Présentée au COMDEX de Montréal en 1996, elle a marqué un tournant en facilitant les communications téléphoniques sur Internet, tout en exécutant d'autres tâches grâce à la compression vocale. Bénéficiant d'une qualité sonore remarquable, proche de la radio FM, cette carte promettait une alternative économique aux appels traditionnels. John Moran a mis en avant son potentiel pour intégrer la téléphonie à l'informatique, renforçant ainsi la position de Mediatrix sur le marché international.

## Innovation et expansion
Lancée en 1997, l'Audiotrix 3D-XG a poursuivi cette trajectoire d'innovation en intégrant la technologie MIDI XG de Yamaha. Conçue pour les musiciens professionnels et les audiophiles, elle offrait une large gamme de fonctionnalités, dont 676 voix, des effets de réverbération, et une polyphonie de 32 notes. En dépit de ses capacités avancées, Mediatrix a réussi à maintenir un prix accessible, rendant la carte attrayante non seulement pour les professionnels, mais aussi pour le grand public. Sa compatibilité avec plusieurs plateformes, à l'exception du Macintosh, a renforcé son adoption sur les marchés internationaux.
Aussi en 1997, Louis Lagassé, notaire sherbrookois et investisseur influent, s'est départi de deux millions d'actions dans C-Mac, réalisant un gain de 24,8 millions de dollars canadiens. Il a choisi d'investir ce capital dans plusieurs entreprises locales en pleine croissance, dont Mediatrix. Cette décision stratégique a marqué le début de son implication dans l'entreprise, déjà réputée pour ses innovations en téléphonie et en périphériques informatiques. Ce nouvel investissement visait à renforcer le développement de Mediatrix et à soutenir son expansion sur les marchés internationaux.
Vers la fin de 1997, Mediatrix Télécommunication, une filiale de Mediatrix, s'est lancée dans le développement de technologies destinées à révolutionner la téléphonie en intégrant l'Internet à ce domaine. Sous la direction de François Ménard, l'entreprise a conçu un appareil permettant de passer des appels internationaux via Internet sans frais interurbains. Cette innovation ouvrait la porte à de nombreuses applications, dont la reconnaissance vocale et la gestion intelligente des communications. Mediatrix espérait également attirer l'intérêt de grandes entreprises de télécommunication comme Bell Canada, en proposant des solutions avancées pour l'industrie.
En 1998, Mediatrix a renforcé sa position sur le marché international grâce à ses « boîtes noires », des appareils technologiques permettant la transmission de la voix via Internet. Ces dispositifs, notamment l'Audiotrix Phone Adapter, ont attiré l'attention de grandes entreprises comme Siemens et Yamaha. Capable de digitaliser la voix et de connecter des téléphones à divers réseaux, cette technologie offrait des solutions économiques et simplifiées pour les communications. Mediatrix a ainsi consolidé ses partenariats avec des multinationales tout en développant ses innovations dans le domaine de la téléphonie et de l'audio.

## Réalisations récentes
En 2009, Media5 Corporation a consolidé sa position en tant que leader des solutions MMoIP (Multimedia over IP) pour les fournisseurs de services et les entreprises à plusieurs sites, grâce à sa nouvelle gamme de produits Media5Boss. Ces solutions « tout-en-un » sont conçues pour garantir la sécurité et la résilience dans les environnements multi-sites. La solution phare, Media5Boss-Branch, permet aux bureaux distants de maintenir les services téléphoniques même en cas de coupure d'Internet, tout en offrant des fonctionnalités avancées de sécurité et de contrôle des appels. Media5 a également introduit des produits pour les grandes entreprises et s'est concentré sur la convergence fixe-mobile (FMC) pour répondre à l'évolution des communications mobiles en entreprise.

## Controverses judiciaires
En novembre 2011, Investissement Québec, principal créancier garanti de Media5 Corporation, a intenté une procédure légale pour protéger les actifs de l’entreprise. Cette action faisait suite à un prêt impayé de 11,1 millions de dollars consenti en 2003. Un séquestre intérimaire a été nommé pour évaluer les options de restructuration, trouver des investisseurs ou préparer une éventuelle vente. Louis Lagassé, premier actionnaire, a exprimé son souhait de préserver les emplois locaux malgré les difficultés financières.
Au début de 2012, Media5 Corporation a confié à la firme RSM Richter le mandat de rechercher du financement afin de stabiliser sa situation financière. Philippe Babin, alors directeur général, a indiqué que des négociations étaient en cours avec des créanciers, notamment Investissement Québec, et que ces discussions avaient conduit à la suspension des procédures judiciaires en février 2012. Selon Babin, l’entreprise faisait face à des problèmes financiers plutôt qu’opérationnels et cherchait à préserver les 75 emplois.
En juillet 2020, la Cour d’appel du Québec a annulé une décision de la Cour supérieure du Québec (tribunal de première instance), mais n’a pas autorisé la nomination d’un séquestre pour Media5 Corporation en raison du non-respect des procédures requises. Cette affaire a néanmoins mis en lumière les tensions financières de l’entreprise et son incapacité à répondre aux attentes de ses créanciers,.